# 氮化铬
氮化铬是一种无机化合物，由铬和氮组成，化学式 CrN。它非常硬，抗腐蚀性也很强。它是一种间隙化合物，其中的氮原子填充于铬原子组成的八面体缝隙中。因此，它不是严格意义上的铬(III)化合物，也不含氮离子 (N3−)。铬还有另一种间隙氮化物——一氮化二铬 Cr2N。

## 制备
氮化铬可以由在 800 °C 下氮气和铬直接反应而成：
{\displaystyle \mathrm {2\ Cr+N_{2}\longrightarrow 2\ CrN} }
它也可以由氯化铬和氨反应而成：
{\displaystyle \mathrm {CrCl_{3}+4\ NH_{3}\longrightarrow CrN+3\ NH_{4}Cl} }

## 应用
CrN 可用作涂层材料以提高耐腐蚀性，并用于金属和塑料的成型应用。 CrN 也常用于医疗植入物和工具。 CrN 还是多组分涂层系统（如 CrAlN）中的重要组分，可使切削刀具变得坚硬、耐磨。

## 天然存在
氮化铬以罕见的carlsbergite的形式，存在于一些陨石中。